# 陸上自衛隊第7師團
第7師團（日语：／ dainanashidan）是日本陸上自衛隊九個主要師團之一，直屬於北部方面隊，是陸上自衛隊唯一的裝甲師團。主要部隊駐紮於北海道千歲市，負責對北海道北部區域的潛在衝突做出立即回應，主要假想敵為俄羅斯。
該師團於1962年8月15日建立。1981年，7師團與第1戰車團合併為「第7裝甲師團」。到了1987年時，該師團已經擁有一個師團本部、一個本部中隊（即師部連）。下轄7個联队（即團）及3個大隊（即營），包括3個裝甲联队、1個普通科联队（步兵團）、1個特科联队（砲兵團）、1個高射特科联队（防空炮團）、1個後方支援联队。大隊則分為偵察大隊、設施大隊（工兵營）與通信大隊。
一個戰車联队編有5個戰車中隊，每個中隊則擁有15輛90式主力戰車（共計75輛）。一個普通科联队（即步兵團）內則含有6個中隊及一個重迫擊炮中隊。特科联队（即砲兵團）則擁有4個大隊的75式155毫米自走榴彈炮（每個大隊10門，共計40門）。
整體而言，第7師團擁有約6,500名兵力，230輛坦克，約350輛的89式裝甲戰鬥車及73式裝甲運兵車，40門自走炮，48門迫擊炮（口徑為81毫米或以上），12門60式自走無後座力炮，40套口徑為35~40毫米的自行防空系統，另外還有其他武裝及支援系統，使第7師團成為陸自所有師團中裝備最為精良的。

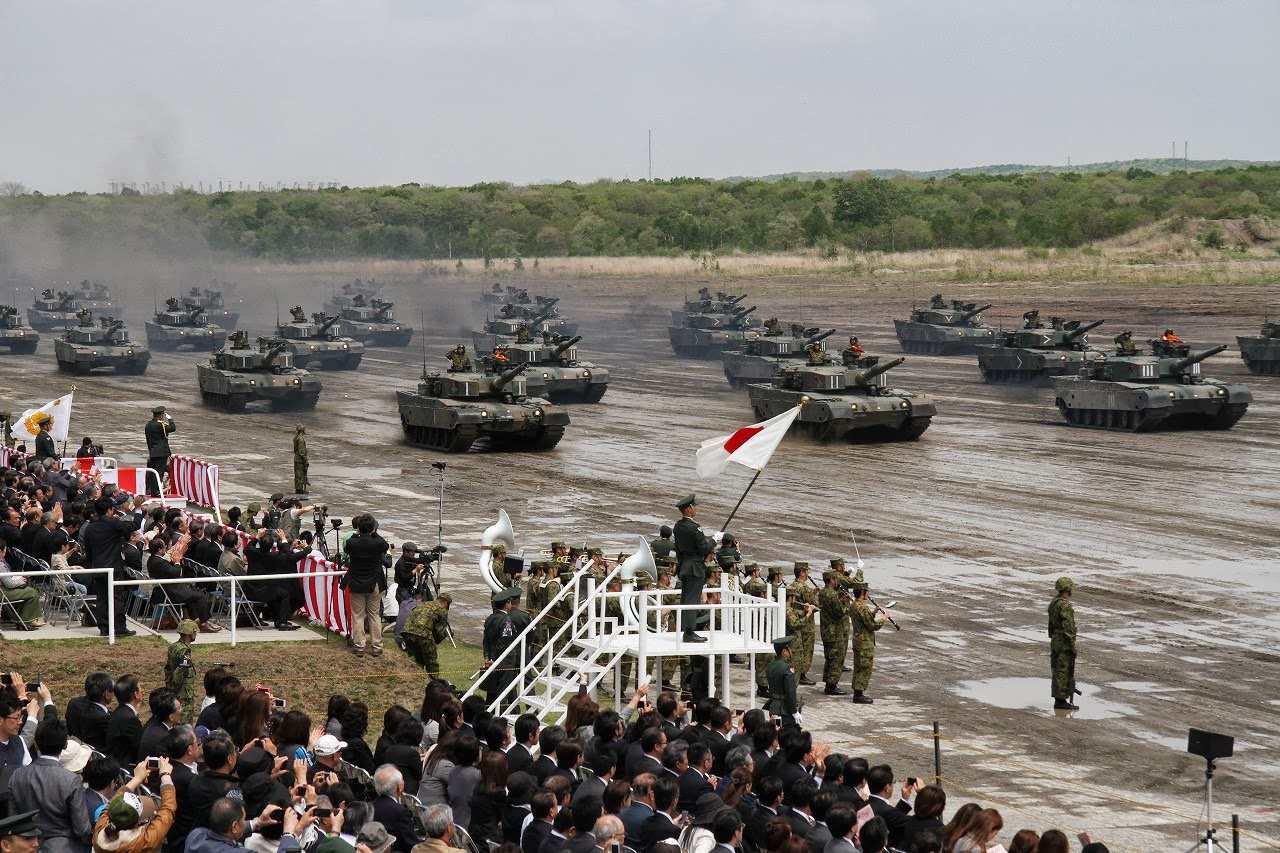
第7師團90式戰車於東千歳基地59周年紀念閱兵

## 組織架構
- 東千歲駐屯地（日语：東千歳駐屯地）（千歲市）
  - 師团司令部及师部附属队
  - 第11普通科联队（日语：第11普通科連隊）
  - 第7特科联队（日语：第7特科連隊）
  - 第7高射特科联队（日语：第7高射特科連隊）（第1、2、3、4高射中隊）
  - 第7後方支援联队（日语：第7後方支援連隊）
  - 第7设施大隊（日语：第7施設大隊）
  - 第7通信大隊（日语：第7通信大隊）
  - 第7偵察隊（日语：第7偵察隊）
  - 第7化学防護隊
  - 第7乐隊
- 北千歲駐屯地（日语：北千歳駐屯地）（千歲市）
  - 第71戰車联队（日语：第71戦車連隊）
- 北惠庭駐屯地（日语：北恵庭駐屯地）（惠庭市）
  - 第72戰車联队（日语：第72戦車連隊）
- 南惠庭駐屯地（日语：南恵庭駐屯地）（惠庭市）
  - 第73戰車联队（日语：第73戦車連隊）
- 静内駐屯地（日语：静内駐屯地）（日高郡新日高町）
  - 第7高射特科联队（联队本部、第5中隊、第6中隊）
- 丘珠駐屯地（札幌市札幌飛行場）
  - 第7飛行隊

第7師團所属第71戰車联队位於千歲市、第72戰車联队位於惠庭市、第73戰車联队位於惠庭市，各編有五個中隊的90式主力戰車；第11普通科联队位於千歲市，擁有三個中隊的89式裝甲戰鬥車、三個中隊的73式裝甲運兵車，以及一個中隊的96式120毫米自走迫擊炮；第7特科联队位於千歲市，第1特科大隊、第2特科大隊、第3特科大隊、第4特科大隊各擁有兩個特科中隊的99式155公厘自走榴彈砲；第7偵察隊位於千歲市，配有87式裝甲偵察車；第7高射特科联队位於新日高町，配有81式地對空導彈系統及87式自行防空系統。

## 主要幹部
| 官職名                       | 階級    | 氏名     | 補職発令日     | 前職                                |
| ---------------------------- | ------- | -------- | -------------- | ----------------------------------- |
| 第7師團長                    | 陸将    | 中村裕亮 | 2020年04月15日 | 第15旅團長                          |
| 副師團長 兼 東千歳駐屯地司令 | 陸将補  | 末永政則 | 2020年08月25日 | 統合幕僚監部防衛計画部防衛課付      |
| 幕僚長                       | 1等陸佐 | 平松良一 | 2019年03月23日 | 陸上自衛隊 富士学校機甲科部教育課長 |

| 代                    | 氏名                  | 在任期間                        | 出身校・期            | 前職                                                         | 後職                                   |
| 第7混成團長（陸将補） | 第7混成團長（陸将補） | 第7混成團長（陸将補）           | 第7混成團長（陸将補） | 第7混成團長（陸将補）                                        | 第7混成團長（陸将補）                  |
| --------------------- | --------------------- | ------------------------------- | --------------------- | ------------------------------------------------------------ | -------------------------------------- |
| 1                     | 助川弘道              | 1955.12.1 - 1958.3.27           | 海兵55期・ 海大38期   | 北部方面特科団長 →1955.11.16北部方面総監部付                 | 第3管区副総監 兼 伊丹駐とん地司令      |
| 2                     | 關口八太郎            | 1958.3.28 - 1960.7.31           | 東北帝国大学          | 第1管区副総監 兼 練馬駐とん地司令                            | 第5管区総監                            |
| 3                     | 太田庄次              | 1960.8.1 - 1962.8.14            | 陸士42期・ 陸大54期   | 東北方面総監部幕僚長 兼 南仙台駐とん地司令                   | 第7師團長                              |
| 第7師團長（陸将）     |                       |                                 |                       |                                                              |                                        |
| 1                     | 太田庄次              | 1962.8.15 - 1963.3.15           | 陸士42期・ 陸大54期   | 第7混成団長 →1963.1.1陸将昇任                                | 第10師団長                             |
| 2                     | 久保田茂              | 1963.3.16 - 1965.3.15           | 陸士44期・ 陸大51期   | 東部方面総監部幕僚長 兼 市ケ谷駐とん地司令 →1964.1.1陸将昇任 | 防衛大学校幹事                         |
| 3                     | 國武輝人              | 1965.3.16 - 1968.3.15           | 陸士44期・ 陸大53期   | 防衛大学校幹事                                               | 陸上幕僚監部付 →1968.6.30退職          |
| 4                     | 齊藤春義              | 1968.3.16 - 1969.6.30           | 陸士48期・ 陸大56期   | 東部方面総監部幕僚長 兼 市ケ谷駐とん地司令 →1968.7.1陸将昇任 | 第1師団長                              |
| 5                     | 溝口昌弘              | 1969.7.1 - 1971.7.1             | 陸士49期・ 陸大57期   | 東北方面総監部幕僚長 兼 仙台駐とん地司令                     | 陸上自衛隊幹部学校長                   |
| 6                     | 平林克己              | 1971.7.1 - 1973.6.30            | 陸士51期・ 陸大58期   | 中部方面総監部幕僚長 兼 伊丹駐とん地司令                     | 中部方面総監                           |
| 7                     | 井出洋                | 1973.7.1 - 1975.7.1             | 陸士52期・ 陸大59期   | 少年工科学校長                                               | 退職                                   |
| 8                     | 加藤誠一              | 1975.7.1 - 1977.3.15            | 陸士56期              | 陸上幕僚監部幕僚幹事                                         | 防衛大学校幹事                         |
| 9                     | 渡邉勉                | 1977.3.16 - 1979.6.30           | 陸士57期              | 陸上自衛隊幹部学校副校長 兼 企画室長                         | 東北方面総監                           |
| 10                    | 松永力                | 1979.7.1 - 1981.3.30            | 陸士60期              | 統合幕僚会議事務局第5幕僚室長                                | 防衛大学校幹事                         |
| 11                    | 中村守雄              | 1981.3.31 - 1982.3.15           | 陸航士61期            | 陸上幕僚監部教育訓練部長                                     | 陸上幕僚副長                           |
| 12                    | 齊藤信夫              | 1982.3.16 - 1983.6.30           | 陸航士58期            | 陸上幕僚監部防衛部長                                         | 西部方面総監                           |
| 13                    | 新井道彦              | 1983.7.1 - 1985.3.15            | 東北大学              | 陸上幕僚監部人事部長                                         | 西部方面総監                           |
| 14                    | 狩野泰輔              | 1985.3.16 - 1986.6.17           |                       | 北部方面総監部幕僚長 兼 札幌駐屯地司令                       | 退職                                   |
| 15                    | 源川幸夫              | 1986.6.17 - 1988.7.6            | 防大1期               | 統合幕僚会議事務局第3幕僚室長                                | 東北方面総監                           |
| 16                    | 西元徹也              | 1988.7.7 - 1989.6.29            | 防大3期               | 陸上幕僚監部防衛部長                                         | 陸上幕僚副長                           |
| 17                    | 阿部賢吉              | 1989.6.30 - 1991.6.30           | 防大3期               | 自衛隊福岡地方連絡部長                                       | 統合幕僚学校長                         |
| 18                    | 齊野光浩              | 1991.7.1 - 1993.7.1             | 防大4期               | 中部方面総監部幕僚長 兼 伊丹駐屯地司令                       | 退職                                   |
| 19                    | 田村鞆利              | 1993.7.1 - 1994.6.30            | 防大7期               | 陸上幕僚監部装備部長                                         | 防衛大学校幹事                         |
| 20                    | 藤縄祐爾              | 1994.7.1 - 1995.6.29            | 防大8期               | 陸上幕僚監部人事部長                                         | 陸上幕僚副長                           |
| 21                    | 藤原利將              | 1995.6.30 - 1997.6.30           | 防大9期               | 統合幕僚会議事務局第5幕僚室長                                | 防衛大学校幹事                         |
| 22                    | 作道光夫              | 1997.7.1 - 1998.6.30            | 防大11期              | 東部方面総監部幕僚長 兼 朝霞駐屯地司令                       | 防衛大学校幹事                         |
| 23                    | 岩猿進                | 1998.7.1 - 2001.1.10            | 防大12期              | 北部方面総監部幕僚長 兼 札幌駐屯地司令                       | 中部方面総監                           |
| 24                    | 森勉                  | 2001.1.11 - 2002.3.21           | 防大14期              | 陸上幕僚監部防衛部長                                         | 陸上幕僚副長                           |
| 25                    | 今村功                | 2002.3.22 - 2004.3.28           | 防大15期              | 陸上幕僚監部人事部長                                         | 東部方面総監                           |
| 26                    | 庄田豊                | 2004.3.29 - 2006.9.18           | 防大16期              | 東北方面総監部幕僚長 兼 仙台駐屯地司令                       | 統合幕僚学校長                         |
| 27                    | 用田和仁              | 2006.9.19 - 2008.7.31           | 防大19期              | 統合幕僚監部運用部長                                         | 西部方面総監                           |
| 28                    | 荒川龍一郎            | 2008.8.1 - 2009.7.20            | 防大21期              | 陸上幕僚監部人事部長                                         | 陸上幕僚副長                           |
| 29                    | 山本洋                | 2009.7.21 - 2010.7.25           | 防大21期              | 東北方面総監部幕僚長 兼 仙台駐屯地司令                       | 陸上自衛隊富士学校長 兼 富士駐屯地司令 |
| 30                    | 岩田清文              | 2010.7.26 - 2011.8.4            | 防大23期              | 陸上幕僚監部人事部長                                         | 統合幕僚副長                           |
| 31                    | 磯部晃一              | 2011.8.5 - 2012.7.25            | 防大24期              | 統合幕僚監部防衛計画部長                                     | 統合幕僚副長                           |
| 32                    | 塩崎敏譽              | 2012.7.26 - 2013.12.18          | 防大24期              | 第12旅団長                                                   | 退職                                   |
| 33                    | 太田牧哉              | 2013.12.18 - 2015.8.3           | 防大26期              | 北部方面総監部幕僚長 兼 札幌駐屯地司令                       | 陸上自衛隊研究本部長                   |
| 34                    | 田浦正人              | 2015.8.4 -                      | 防大28期              | 北部方面総監部幕僚長 兼 札幌駐屯地司令                       |                                        |
| 35                    | 小野塚貴之            | 2017年08月08日 - 2018年07月31日 | 防大30期              | 統合幕僚監部防衛計画部長                                     | 陸上幕僚副長                           |
| 36                    | 前田忠男              | 2018年08月01日 - 2020年04月14日 | 防大31期              | 陸上幕僚監部防衛部長                                         | 北部方面総監                           |
| 37                    | 中村裕亮              | 2020年04月15日 -                | 防大32期              | 第15旅団長                                                   |                                        |

## 外部連結
- Homepage 7th Division （页面存档备份，存于） (Japanese)